# Tajfun Kamikaze
Kamikaze (神風, jap. Boski Wiatr – kami – bóstwa, boski, kaze – wiatr) – sztormy, które zgodnie z tradycją ocaliły Japonię przed dwoma najazdami Mongołów pod dowództwem Kubilaj-chana.
Mongolska flota zaatakowała Japonię w 1274 roku i ponownie w 1281 roku. Były to pierwsze przypadki, w których tajfun, dzięki rosnącej w tamtym czasie popularności buddyzmu zen wśród samurajów, nazwano „Boskim Wiatrem” – w równym stopniu dla jego siły, jak i roli jaką odegrał w decydującym momencie.

## Historia
Atak floty, składającej się z „ponad czterech tysięcy statków niosących niemal 140 000 ludzi” jest uważany za największą próbę inwazji morskiej w historii, której skala została przesłonięta dopiero podczas nowożytnej inwazji Aliantów na Normandię w 1944 r. Według Jamesa McClaina: 

W obu przypadkach Mongołowie zyskali przyczółek na terenie Japonii, ale zaraz potem pojawił się kamikaze, „boski wiatr”, przypuszczalnie wywołany przez bóstwa opiekujące się Japonią, pochłonął flotę inwazyjną i zmusił Mongołów do odwrotu na kontynent.

## Wydarzenia
Pierwsza inwazja była dla Japonii silnym ciosem. Walki toczyły się na plażach. Mongołowie wyraźnie górowali; przytłoczeni Japończycy zaczęli się wycofywać. Nie zdając sobie sprawy z tego, że wygrywali, Mongołowie obawiali się powrotu wzmocnionych sił japońskich i również się wycofali, umieszczając siły lądowe na statkach i wypływając przed zapadnięciem nocy, aby uniknąć uwięzienia na brzegu przez nadciągający tajfun. Do rana tylko kilka statków pozostało przy brzegu. Te, które wypłynęły, zostały zniszczone.
W okresie między pierwszą a drugą inwazją Japończycy przezornie zbudowali dwumetrowe mury, mające ich ochronić przed przyszłymi najeźdźcami.
Siedem lat później Mongołowie powrócili. Nie mogąc znaleźć dobrego miejsca do lądowania ze względu na mury, flota pozostawała na morzu, wyczerpując zapasy i poszukując dobrego miejsca do rozpoczęcia inwazji. W końcu, po miesiącach na łasce żywiołów, flota została zniszczona przez ogromny tajfun. Japończycy nazwali go „kamikaze”. Mongołowie już nie wrócili.

## Mitologia
Według popularnych wówczas wierzeń, to bóg Raijin wysłał sztormy przeciwko Mongołom. W innych wersjach za niszczące kamikaze odpowiedzialny był bóg Fūjin lub Ryūjin.

## Metafora
Nazwa określająca wielki sztorm – kamikaze została później użyta przez nacjonalistyczną propagandę podczas II wojny światowej na określenie samobójczych ataków japońskich pilotów. Trudna do przełożenia na inny język metafora oznaczała, że piloci-samobójcy mieli być „Boskim Wiatrem”, który zmiecie wrogów z morza. To użycie słowa kamikaze upowszechniło się w wielu językach.